# Distretto di Volodymyr
Il distretto di Volodymyr (in ucraino Володимирський район?, Volodymyrs'kyj rajon; fino al 2022 distretto di Volodymyr-Volyns'kyj in ucraino Володимир-Волинський район?, Volodymyr-Volyns'kyj rajon) è un distretto nell'oblast' di Volinia in Ucraina. Il suo centro amministrativo è la città di Volodymyr. Ha una popolazione di 169 231 abitanti.

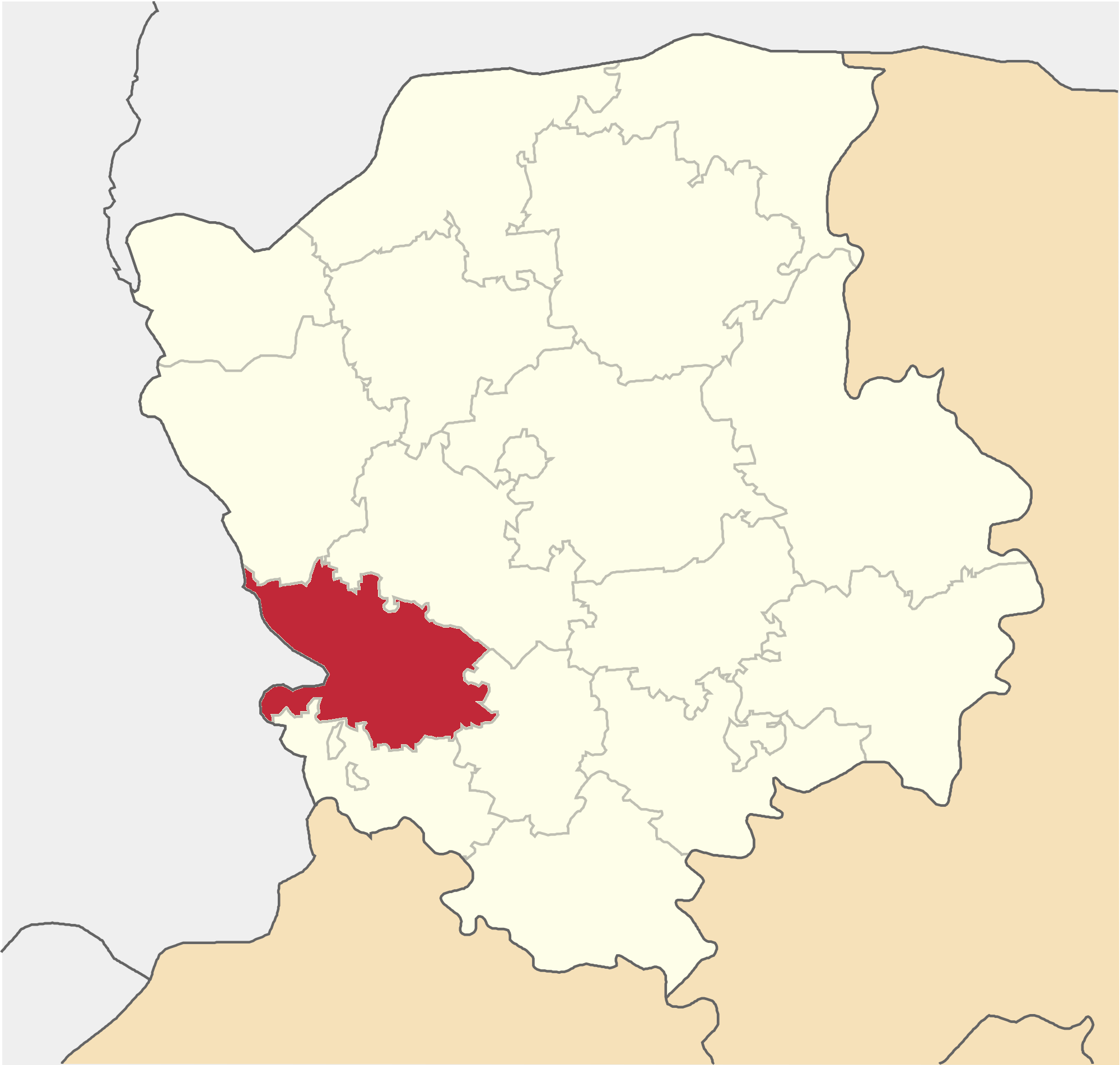
Territorio del distretto prima della riforma amministrativa del 2020

Il 18 luglio 2020, come parte della riforma amministrativa dell'Ucraina, il numero di distretti dell'oblast di Volinia è stato ridotto a quattro e l'area del distretto di Volodymyr è stata notevolmente ampliata.